# Мутаев, Джамбулат Гайдарбекович
Джамбула́т Гайдарбе́кович Мута́ев (род. 28 апреля 1966, Янгикент, Дагестанская АССР) — советский боксёр, представитель наилегчайшей весовой категории. Выступал за сборную Советского Союза по боксу в конце 1980-х — начале 1990-х годов, серебряный призёр Игр доброй воли в Сиэтле, чемпион СССР, бронзовый призёр Спартакиады народов СССР в Минске, мастер спорта СССР международного класса. Вице-президент Спортивной федерации бокса Санкт-Петербурга.

## Биография
Джамбулат Мутаев родился 28 апреля 1966 года в селении Янгикент Кайтагского района Дагестанской АССР. По национальности — кумык. Активно заниматься боксом начал в раннем детстве, проходил подготовку в Таганроге под руководством заслуженного тренера РСФСР Сергея Николаевича Кузнецова, позже переехал на постоянное жительство в Ленинград и стал подопечным Владимира Ильича Труфанова.
Впервые заявил о себе ещё в 1988 году, став лучшим на Молодёжных играх СССР. Год спустя стал победителем турнира всесоюзного значения, выступил на международном турнире в Венгрии, где в финале уступил местному венгерскому боксёру Иштвану Ковачу.
Наибольшего успеха в своей спортивной карьере добился в сезоне 1990 года, когда выступил на чемпионате СССР в Луцке и, одолев здесь всех соперников в зачёте наилегчайшей весовой категории, завоевал награду золотого достоинства. Благодаря череде удачных выступлений удостоился права защищать честь страны на Играх доброй воли в Сиэтле — дошёл здесь до финала и получил серебро, проиграв в решающем поединке американскому боксёру Тиму Остину.
В 1991 году Мутаев выиграл бронзовую медаль на летней Спартакиаде народов СССР в Минске, стал серебряным призёром Кубка СССР. В 1992 году боксировал в легчайшем весе на международном турнире в Стокгольме и получил серебряную медаль.
За выдающиеся спортивные достижения удостоен почётного звания «Мастер спорта СССР международного класса».
Окончил Государственный институт физической культуры имени П. Ф. Лесгафта, где обучался на кафедре теории и методики бокса.
После завершения спортивной карьеры занялся административной деятельностью. Занимает должность вице-президента Спортивной федерации бокса Санкт-Петербурга.